# Cucullia florea
Cucullia florea är en fjärilsart som beskrevs av Achille Guenée 1852. Cucullia florea ingår i släktet Cucullia och familjen nattflyn. Inga underarter finns listade i Catalogue of Life.